# Rorýs jednobarvý
Rorýs jednobarvý (Apus unicolor) je malý stěhovavý pták z řádu svišťounů (Apodiformes). Je příbuzný rorýsi obecnému a rorýsi šedohnědému.

## Popis
Rorýs jednobarvý je 14–15 cm velký. Oproti rorýsi obecnému je menší a má štíhlejší křídla. Šat je jednobarvý a hrdelní skvrna je nevýrazná, směrem k hrudi rozmazaná.

## Chování
Oproti rorýsi obecnému dělá prudší obraty a prolétá i skrz koruny stromů.

## Rozšíření
Rorýs jednobarvý je rozšířen na Kanárských ostrovech a Madeiře, část populace je tažná. Zimoviště je podle posledních výzkumů na území Guiney a Libérie. Malá tažná populace hnízdí v jižním Maroku severozápadně od Agádíru.

## Ochrana
Rorýs jednobarvý je na seznamu přísně chráněných druhů živočichů podle Bernské úmluvy.